# Shiro (comida)

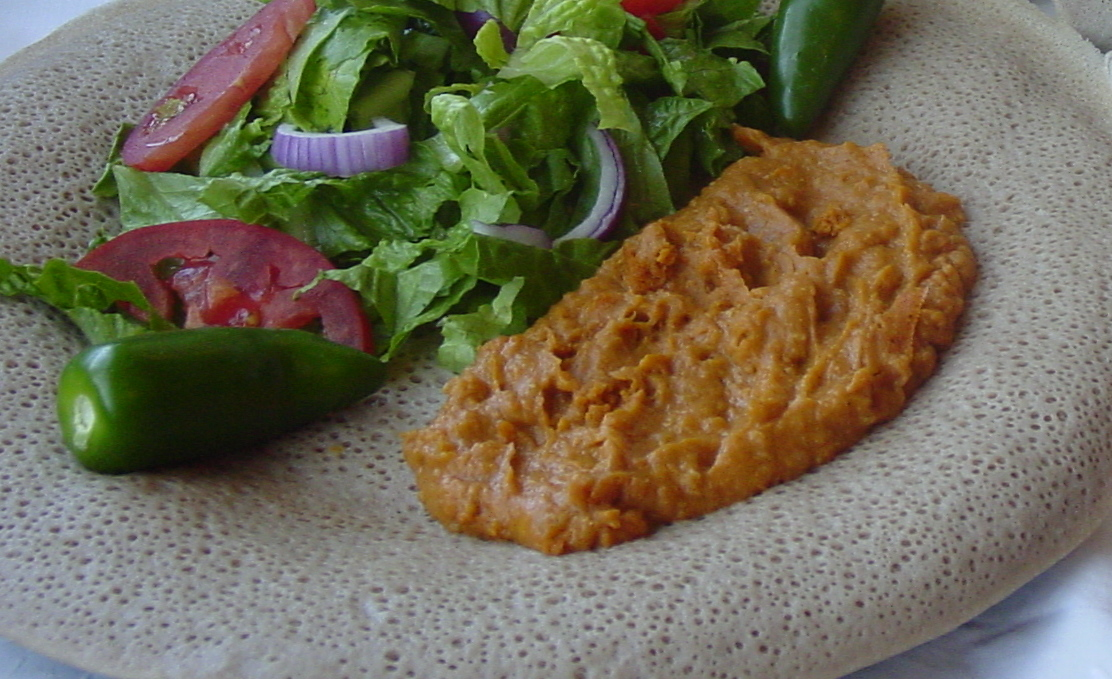
El shiro servido sobre taita es típico de la cocina eritrea, donde constituye un alimento básico.

El shiro es un estofado homogéneo cuyo ingrediente principal son los garbanzos molidos. Se prepara a menudo añadiéndoles cebolla picada, ajo y, según la variante regional, jengibre molido. El shiro suele servirse sobre un injera, aunque puede cocinarse sobre taita rallada y comerse con cuchara, llamándose esta variante shiro fit-fit.
Es un plato favorito durante las épocas de Cuaresma y Ramadán. Es un plato vegetariano, pero existe una variante que incluye tesmi (una mantequilla clarificada condimentada) que no es vegana.